# Konzeptfahrzeuge von Opel
Es gibt mehrere Konzeptfahrzeuge und Studien, die vom Automobilhersteller Opel vorgestellt wurden.
| Baujahr | Conceptname                         | Ort                            | Anmerkung | Bild |
| 1938    | Opel Kadett ‚Strolch‘               |                                | Cabrio-Version des Kadett K38                                                                                     |      |
| 1956    | Opel Blitz Mannschaftswagen         |                                | Prototyp |      |
| 1965    | Opel Experimental GT                |                                | Konzeptstudie für den Opel GT                                                                                     |      |
| 1969    | Opel CD („Coupé Diplomat“)          |                                | Coupé auf Basis des Diplomat B mit 5,4-Liter-V8-Motor, Grundlage der Studie Frua CD und damit auch des Bitter CD. |      |
| 1969    | Opel Aero GT                        |                                | Targa auf Basis des GT, von dem lediglich zwei Prototypen gefertigt wurden                                        |      |
| 1970    | Opel Diplomat CD Coupé              | Genfer Auto-Salon              | Bei Frua entstanden zwei fahrfähige Prototypen im Auftrag von Opel.                                               |      |
| 1970    | Opel Elektro GT                     |                                | Rekordfahrzeug mit Elektroantrieb auf Basis des Opel GT                                                           |      |
| 1971/72 | Opel Manta (B)                      |                                | Design-Studien für den geplanten Manta B                                                                          |      |
| 1972    | Opel GT Diesel Rekordwagen          | Opel-Testzentrum Dudenhofen    | Dieses Versuchsfahrzeug hielt 1972 etliche Rekorde für Dieselfahrzeuge.                                           |      |
| 1974    | Opel OSV 40                         | Opel Werkssammlung Rüsselsheim | Prototyp eines „Sicherheitsfahrzeuges“ (Opel Safety Vehicle)                                                      |      |
| 1975    | Opel GT/W Genève                    | Genfer Auto-Salon              | Mittelmotorsportwagen mit Wankelmotor, Studie wurde ohne Motor ausgestellt                                        |      |
| 1975    | Opel GT2                            | IAA Frankfurt                  | Das Fahrzeug hatte 2 Schiebetüren.                                                                                |      |
| 1978    | Opel Kadett City                    |                                | Design-Studie |      |
| 1981    | Opel Tech-1                         | IAA Frankfurt                  | aerodynamisch optimiertes Fahrzeug                                                                                |      |
| 1982    | Opel Corsa Spider                   | Genfer Auto-Salon              | Roadster auf Corsa-A-Basis                                                                                        |      |
| 1983    | Opel Corsa Sprint                   |                                | Prototyp eines Gruppe-B-Sportwagens, entstanden in Zusammenarbeit mit Irmscher                                    |      |
| 1983    | Opel Junior                         |                                | Grundlage für den Corsa B                                                                                         |      |
| 1985    | Opel Kadett Testfahrzeug            |                                | Prototyp für den Langzeittest des neuen 2-Liter-Vierventil-Motors (C20XE)                                         |      |
| 1991    | Opel Kadett Impuls I                |                                | Elektrofahrzeug auf Basis des Opel Kadett E                                                                       |      |
| 1992    | Opel Astra Impuls II                |                                | Elektrofahrzeug auf Basis des Astra F Caravan                                                                     |      |
| 1992    | Opel Twin                           | Genfer Auto-Salon              | Fahrzeug mit austauschbaren Antriebsmodul                                                                         |      |
| 1993    | Opel Astra Impuls 3                 |                                | Elektrofahrzeug auf Basis des Astra F                                                                             |      |
| 1993    | Opel Scamp                          |                                | Pick-Up auf Basis des Corsa B                                                                                     |      |
| 1993    | Opel Tigra Roadster                 | IAA Frankfurt                  | Roadster-Studie auf Basis des Opel Tigra                                                                          |      |
| 1994    | Opel Scamp II                       |                                | Offroad-Variante des Corsa B                                                                                      |      |
| 1995    | Opel Maxx                           | Genfer Auto-Salon              | Kleinstwagen mit austauschbaren Kunststoffbeplankungen                                                            |      |
| 1996    | Opel Slalom Coupé                   |                                | Shooting Brake von Bertone                                                                                        |      |
| 1997    | Opel City Trekker                   |                                | Offroad-Variante des Astra G Caravan                                                                              |      |
| 1997    | Opel Corsa Moon                     |                                | Studie auf Basis des Corsa B                                                                                      |      |
| 1999    | Opel Concept A                      | Genfer Auto-Salon              | Grundlage für den Agila A                                                                                         |      |
| 1999    | Opel G90                            | IAA Frankfurt                  | Eco-Studie auf Basis des Astra G mit 90 g/km CO2-Ausstoß und einen Verbrauch von 3,88 l/100 km                    |      |
| 1999    | Opel G100 Roadster                  | Opel Live                      | Roadster mit Faltklappdach und 100 g/km CO2-Ausstoß                                                               |      |
| 2000    | Opel Signum                         |                                | Idee des Opel-Signum-Konzepts                                                                                     |      |
| 2000    | Opel Zafira Snowtrekker             | NAIAS Detroit                  | Studie auf Basis des Zafira A mit Allradantrieb                                                                   |      |
| 2001    | Opel Astra OPC X-treme              | Genfer Auto-Salon              | Sportwagenstudie auf Basis des DTM-Rennwagens Opel Astra V8 Coupé                                                 |      |
| 2001    | Opel Frogster                       | IAA Frankfurt                  | Cabrio-Studie |      |
| 2001    | Opel Signum 2                       | IAA Frankfurt                  | Grundlage für den Opel Signum                                                                                     |      |
| 2001    | Opel Zafira HydroGen 3              |                                | Wasserstofffahrzeug auf Zafira-A-Basis                                                                            |      |
| 2001    | Opel Filo                           | Genfer Auto-Salon              | Drive-by-wire-Studie ohne Pedale von Bertone, Fahrwerk basierend auf Opel Zafira                                  |      |
| 2002    | Opel Astra Caravan CNG              | IAA Hannover                   | Erdgasfahrzeug auf Basis des Astra G Caravan                                                                      |      |
| 2002    | Opel Combo Eau Rouge                | Auto-Salon Paris               | Sportausführung des Opel Combo C                                                                                  |      |
| 2002    | Opel Concept M                      | Genfer Auto-Salon              | Grundlage für den Meriva A                                                                                        |      |
| 2002    | Opel Eco Speedster                  | Opel-Testzentrum Dudenhofen    | Diesel-Rekordfahrzeug                                                                                             |      |
| 2002    | Opel Corsa OPC                      | Essen Motor Show               | Studie mit 1,6-Liter-Turbomotor und 175 PS (129 kW) auf Basis des Corsa C                                         |      |
| 2003    | Opel GTC Genève                     | Genfer Auto-Salon              | Grundlage für den Astra H GTC                                                                                     |      |
| 2003    | Opel Insignia                       | IAA Frankfurt                  | Studie einer Oberklasse-Limousine mit 5,7-Liter-V8-Motor                                                          |      |
| 2003    | Vauxhall VX Lightning               | IAA Frankfurt                  | Konzept für einen Roadster, der auch das Design des Opel GT inspirierte                                           |      |
| 2003    | Opel Vectra OPC Concept             | Essen Motor Show               | Studie auf Basis des Opel Vectra C mit 1,9-Liter-Twinturbo-Dieselmotor und 212 PS                                 |      |
| 2004    | Opel Combo Outdoor                  | IAA Hannover Auto Salon Paris  | Opel Combo in Offroad-Optik                                                                                       |      |
| 2004    | Opel Trixx                          | Genfer Auto-Salon              | Kleinstwagen mit aufblasbarer Rückbank                                                                            |      |
| 2004    | Opel Astra High Performance Concept | Essen Motor Show               | Grundlage für den Astra H OPC                                                                                     |      |
| 2005    | Opel Antara GTC                     | IAA Frankfurt                  | SUV-Coupé, Vorschau auf den Opel Antara                                                                           |      |
| 2005    | Opel Astra GTC Hybrid Concept       | NAIAS Detroit                  | Diesel-Hybrid-Studie auf Basis des Astra H GTC                                                                    |      |
| 2005    | Opel Astra Caravan TNG              | AMI Leipzig                    | Erdgasfahrzeug mit Turbolader auf Basis des Astra H Caravan                                                       |      |
| 2006    | Opel CorsaVan                       | Auto Salon Paris               | Lieferwagen auf Corsa-D-Basis, Ausblick auf die OPC-Version                                                       |      |
| 2007    | Opel Corsa Hybrid                   | IAA Frankfurt                  | Hybrid-Studie des Corsa D                                                                                         |      |
| 2007    | Opel Flextreme                      | IAA Frankfurt                  | Studie eines Elektrofahrzeuges mit Range Extender                                                                 |      |
| 2007    | Opel GTC Concept                    | Genfer Auto-Salon              | Coupé als Vorschau auf den Opel Insignia                                                                          |      |
| 2007    | Opel Vivaro VPC                     | AutoRAI Amsterdam              | Studie einer Sportversion des Opel Vivaro                                                                         |      |
| 2008    | Opel Meriva Concept                 | Genfer Auto-Salon              | Vorschau auf den Meriva B                                                                                         |      |
| 2009    | Opel Ampera                         | Genfer Auto-Salon              | Studie eines Elektrofahrzeuges mit Range Extender                                                                 |      |
| 2010    | Opel Flextreme GT/E                 | Genfer Auto-Salon              | Studie eines Elektrofahrzeuges mit Range Extender                                                                 |      |
| 2010    | Opel GTC Paris                      | Auto Salon Paris               | Studie des Astra J GTC                                                                                            |      |
| 2010    | Opel Vivaro e-Concept               |                                | |      |
| 2011    | Opel Zafira Tourer                  |                                | |      |
| 2011    | Opel RAK e                          | IAA Frankfurt                  | Studie eines elektrisch angetriebenen Tandem-Zweisitzers                                                          |      |
| 2012    | Opel RAD e                          | Genfer Auto-Salon              | Studie eines Elektrofahrrads                                                                                      |      |
| 2013    | Opel Adam Rocks Concept             | Genfer Auto-Salon              | Konzeptauto in Offroad-Optik auf Basis des Opel Adam                                                              |      |
| 2013    | Opel Monza Concept                  | IAA Frankfurt                  | Konzeptauto mit Voltec-Antrieb                                                                                    |      |
| 2014    | Opel Astra OPC Extreme              | Genfer Auto-Salon              | Studie eines Hochleistungsmodells auf Basis des Opel Astra J GTC                                                  |      |
| 2015    | Opel Vivaro Surf Concept            | IAA Frankfurt                  | Konzeptstudie eines „freizeitorientierten“ Großraum-Vans auf Basis des Opel Vivaro B                              |      |
| 2016    | Opel GT Concept                     | Genfer Auto-Salon              | Konzeptstudie eines Sportwagens mit Dreizylinder-Turbomotor                                                       |      |
| 2018    | Opel GT X Experimental              |                                | Konzeptstudie |      |
| 2021    | Opel Manta GSe ElektroMOD           |                                | Opel Manta A mit Elektroantrieb                                                                                   |      |
| 2023    | Opel Experimental Concept           |                                | Konzeptstudie |      |